# Kees de Koning (burgemeester)
Cornelis (Kees) de Koning (Rotterdam, 24 november 1904 – Texel, 15 november 1967) was een Nederlands politicus van de PvdA.

## Biografie
Hij werd geboren als zoon van Huibrecht de Koning (*1877) en Adriana Christina Streefland (*1881). Hij is in 1928 aan de Rijksuniversiteit Leiden afgestudeerd in de Indologie en ging later dat jaar naar Nederlands-Indië waar hij ging werken als administratief ambtenaar. Hij was daar onder andere controleur en assistent-resident voor hij in augustus 1949 C. Lion Cachet opvolgde als resident van Bangka en Billiton. Enkele maanden later werd Indonesië onafhankelijk en keerde De Koning terug naar Nederland.

## Burgemeesterschap
In oktober 1950 werd De Koning de burgemeester van Texel. Op 19 augustus 1953 legde hij de eerste steen van het toenmalige gebouw van de Jac. P. Thijsseschool in Den Burg. Tijdens zijn burgemeesterschap overleed hij in 1967 kort voor zijn 63e verjaardag.
In Den Burg werd in 1967 het sport- en cultuurcentrum naar hem vernoemd: de 'Burgemeester De Koninghal', reeds geopend in november 1966. Na 52 jaar te zijn gebruikt werd dit centrum in 2018 gesloopt.